# Blau
Blau (vom althochdeutschen blao für schimmernd, glänzend) ist der Farbreiz, der wahrgenommen wird, wenn Licht mit einer spektralen Verteilung ins Auge fällt, bei der Wellenlängen im Intervall zwischen 460 und 490 nm dominieren. Licht mit dieser Eigenschaft kann als Körperfarbe remittiert sein.

## Farblehre
Im deutschen Sprachgebrauch umfasst die Farbe Blau das Spektrum der Spektralfarben  Blau und  Cyan. Letzteres wird in der Regel nur als hellere Schattierung von Blau wahrgenommen, nicht als eigener Farbton. Seit Mitte des 20. Jahrhunderts fand jedoch der Begriff Türkis für eine dem Cyan sehr ähnliche Farbe Verbreitung und wird heute teilweise synonym gebraucht.

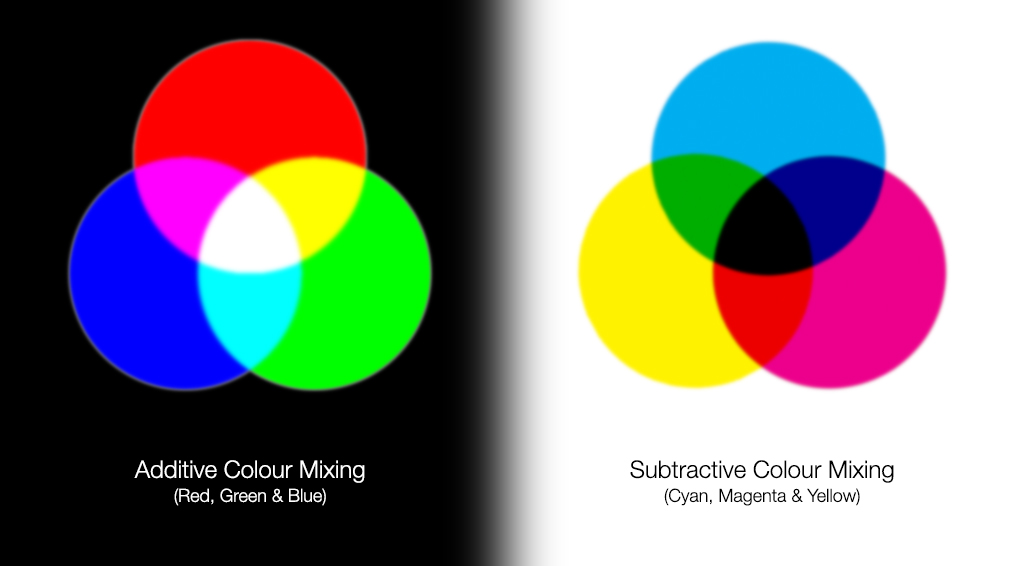
Blau und Cyan als Grundfarben ihrer Farbräume

Blau ist neben Rot und Grün eine der drei Grundfarben der additiven Farbmischung, Cyan neben Magenta und Gelb eine Grundfarbe der subtraktiven Farbmischung. Die Mischung von Cyan und Magenta ergibt Blau, von Blau und Grün wiederum Cyan. Die Komplementärfarbe zu Blau ist Gelb, zu Cyan Rot. Additive Farbmischung kommt als RGB-Farbraum z. B. in der Beleuchtungstechnik und bei Bildschirmen zum Einsatz, subtraktive Farbmischung als CMYK-Modell in der Drucktechnik. Auch das Farbenmischen beim Malen basiert auf dem CMYK-Modell, das heißt, die Grundfarben der Malerei sind Cyan, Magenta und Gelb, nicht, wie häufig angenommen, Blau, Rot und Gelb. Die Verwendung von Rot, Grün und Blau als Druckfarben und Cyan, Magenta und Gelb als Lichtfarben würde die jeweils mischbaren Farbnuancen stark einschränken.
Blau begegnet aufgrund seiner weiten Verbreitung in zahlreichen Schattierungen, wobei die Abgrenzung zu Violett auf der einen und Cyan bzw. Grün auf der anderen Seite im Deutschen recht unscharf ausfällt. In anderen Sprach- und Kulturräumen wird dasselbe Farbspektrum teils anders bezeichnet. So werden etwa im Russischen  синий sínij und  голубой goluboy, als eigene Farbtöne wahrgenommen und das Italienische unterscheidet mit  blu,  azzurro und  celeste sogar drei Farbtöne, wo das Deutsche nur einen kennt. Viele Blauschattierungen tragen dennoch auch hier eigene Namen, die aber meist nicht allgemeingültig definiert sind.

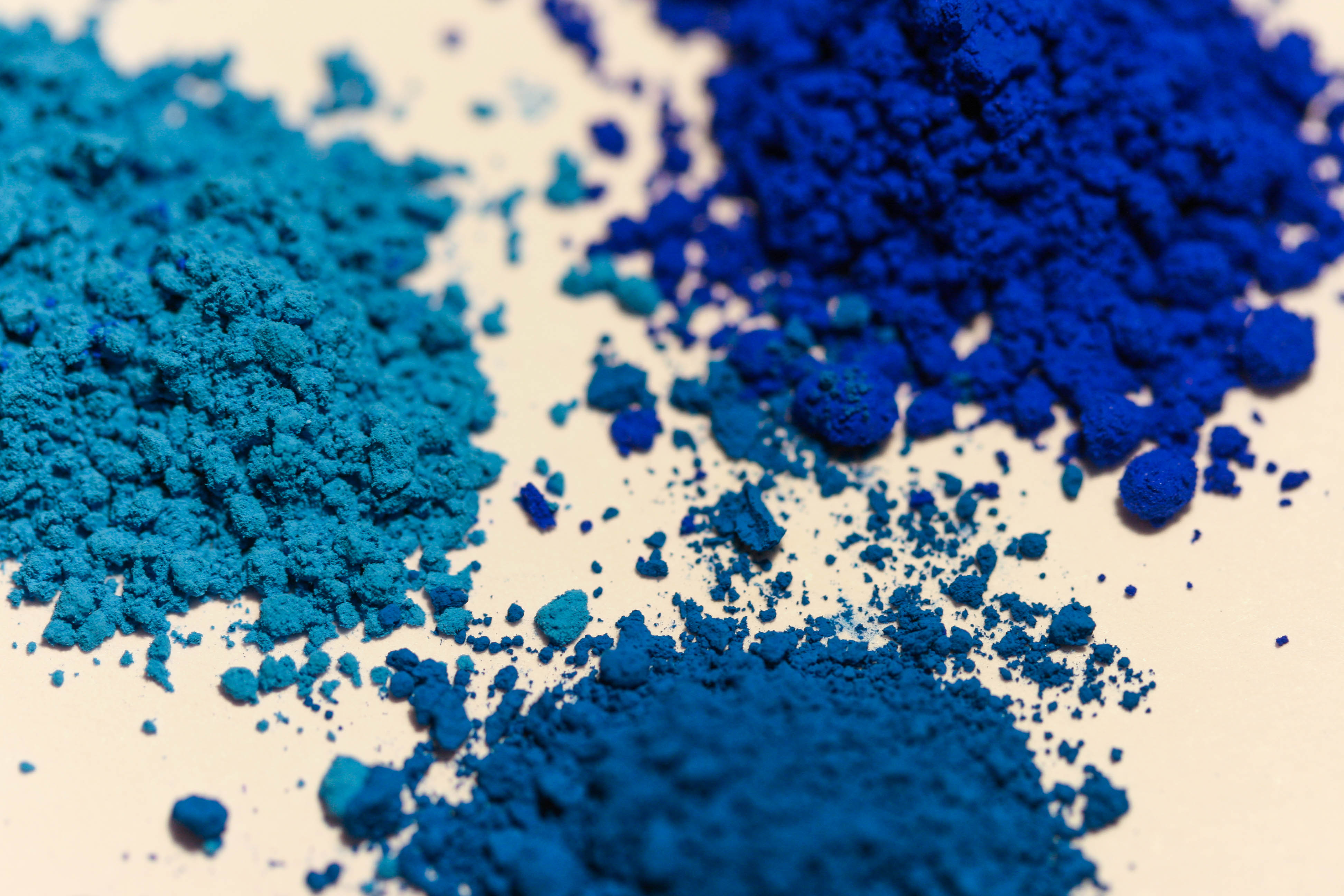
Blau-Pigmente: Coelinblau, Azurblau und Ultramarin (von links nach rechts)

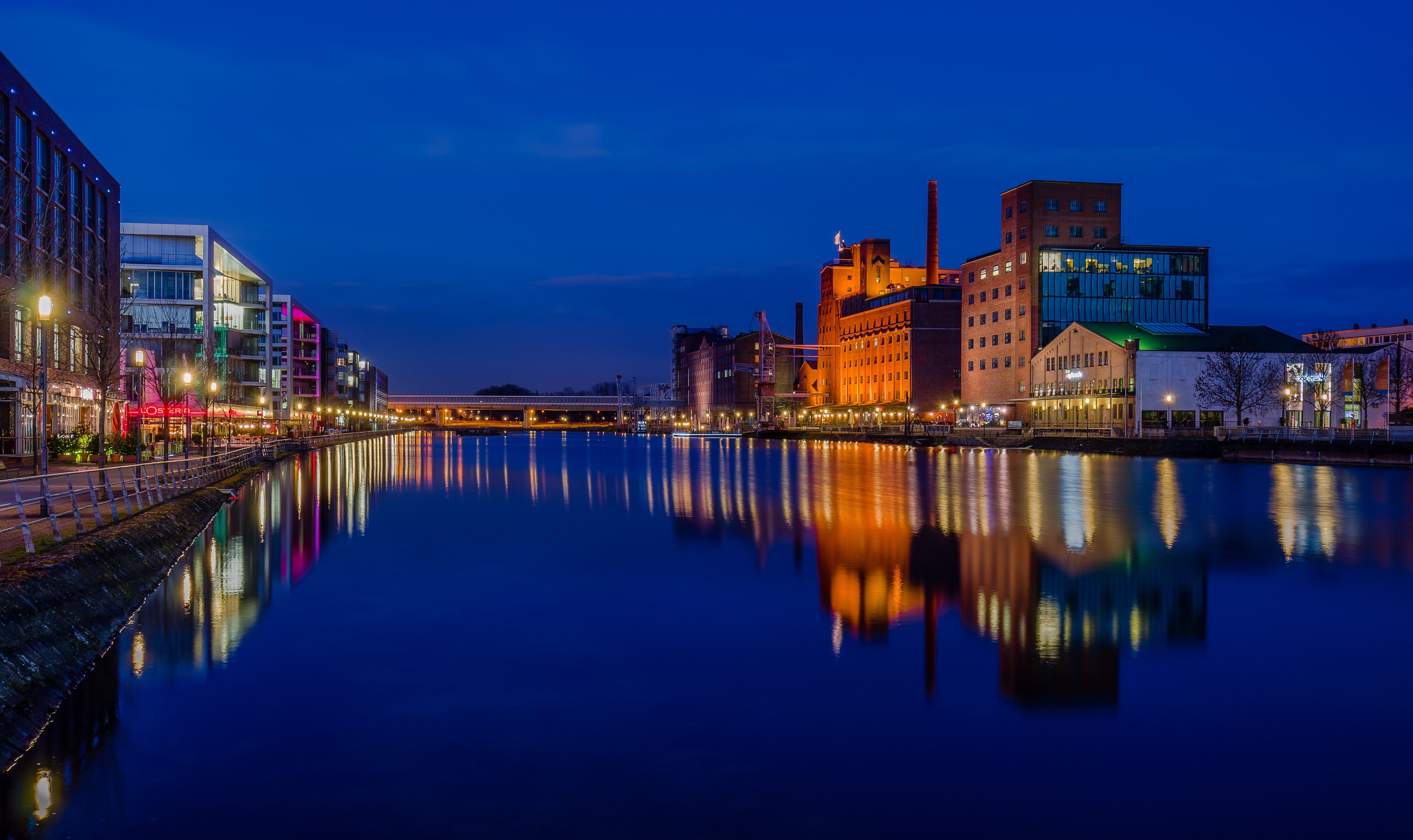
In der sogenannten blauen Stunde erscheint der Abendhimmel in einem besonders tiefen Blau.
(Foto: Innenhafen Duisburg)

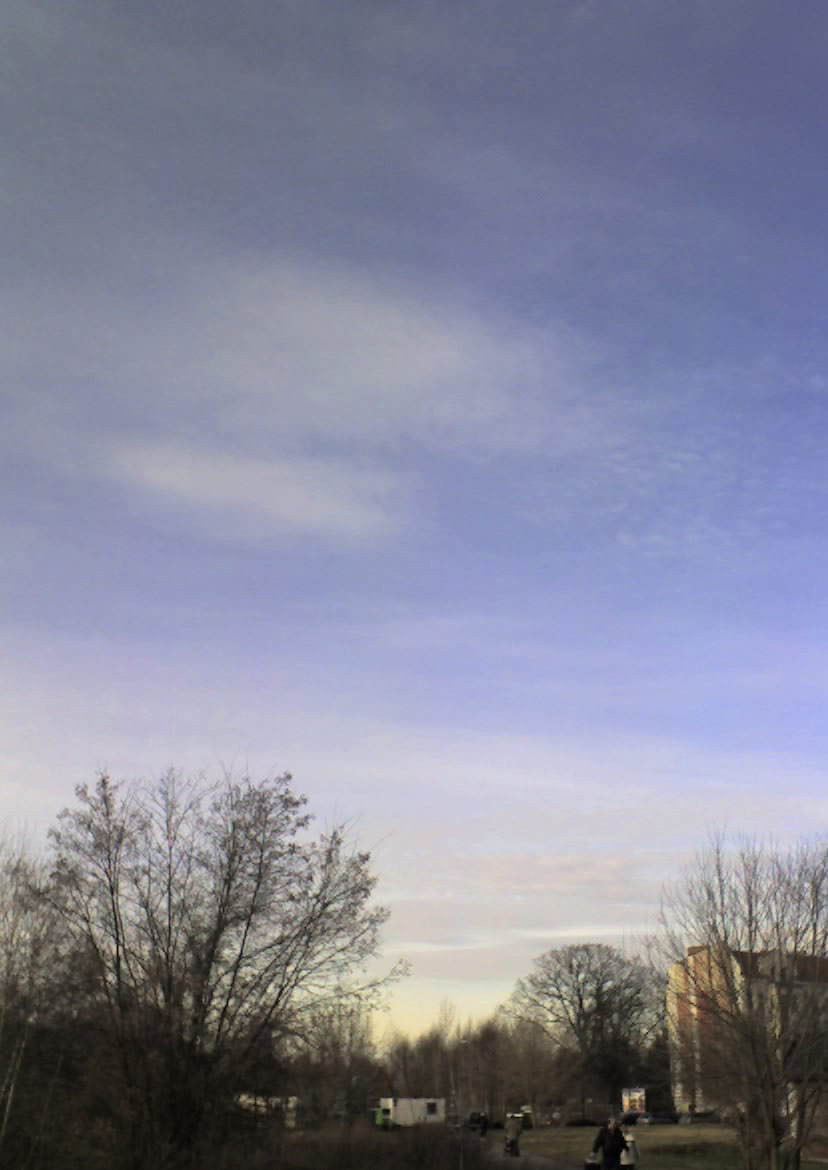
Blau: Die Farbe eines klaren Wintertages (51° Nord), fast am Mittag, Blickrichtung West

| Schattierungen aus dem Blau-Cyan-Spektrum | Schattierungen aus dem Blau-Cyan-Spektrum |
| Bezeichnung                               | Farbcode (Hex.)                           |
| ----------------------------------------- | ----------------------------------------- |
| Azur (Webfarbe)                           | f0ffff                                    |
| Eisblau                                   | 99ffff                                    |
| Cyan                                      | 00ffff                                    |
| Türkis                                    | 40e0d0                                    |
| Aquamarin                                 | 7ffffd4                                   |
| Verdigris                                 | 43B3AE                                    |
| Petrol                                    | 008080                                    |
| Cambridge Blau                            | 85b09a                                    |
| Coelinblau                                | 497d93                                    |
| Indigo                                    | 00416A                                    |
| Saphirblau                                | 2a3756                                    |
| Columbia Blau                             | b9d9eb                                    |
| Hellblau                                  | add8e6                                    |
| Babyblau                                  | 89cff0                                    |
| Himmelblau                                | 87ceeb                                    |
| Maya-Blau                                 | 73c2fb                                    |
| Bleu de France                            | 318CE7                                    |
| Azur                                      | 007fff                                    |
| Lilablassblau                             | e1dfff                                    |
| Puderblau                                 | 9eb9d4                                    |
| Smalte hell                               | 7aa7d8                                    |
| Blaugrau                                  | 6699cc                                    |
| Kornblumenblau                            | 6495ed                                    |
| YInMn-Blau                                | 2e5090                                    |
| Delfter Blau                              | 1f305e                                    |
| Lapis Lazuli                              | 26619c                                    |
| Yale Blau                                 | 00356b                                    |
| Berkeley Blau                             | 003262                                    |
| Preußisch Blau                            | 003153                                    |
| Oxford Blau                               | 002147                                    |
| Königsblau                                | 002366                                    |
| Indigo (Webfarbe)                         | 4b0082                                    |
| Violettblau                               | 6040cf                                    |
| Reichstags-Blue                           | 4240bf                                    |
| Mitternachtsblau                          | 191970                                    |
| Nachtblau                                 | 252850                                    |
| Königsblau (Webfarbe)                     | 4169E1                                    |
| Persisch Blau                             | 1c39bb                                    |
| Kobaltblau                                | 0047AB                                    |
| Ägyptisch Blau                            | 1034A6                                    |
| Blau                                      | 0000ff                                    |
| Mittelblau                                | 0000cd                                    |
| Dunkelblau                                | 0000b8                                    |
| Zaffer                                    | 0014a8                                    |
| Ultramarin                                | 120A8F                                    |
| Phthaloblau                               | 000f89                                    |
| Marineblau/Navy                           | 000080                                    |

## Farbvalenzen im Blau

Blauvariationen

Die menschlichen Sehzellen für Blau verarbeiten ein sehr enges Band des Lichtspektrums, daher reagiert das Auge sehr empfindlich auf Rotanteile in Blau. Ein Farbton ist sehr deutlich entweder Blau oder Violett, es gibt keinen ausgesprochenen Mischton. Rotstichige Blautöne werden als „warmes Blau“ bezeichnet. Das erwähnte Ultramarinblau ist ein Beispiel dafür. Blaustichige Rottöne werden als „kühles Rot“ angesehen.

## Farbmittel

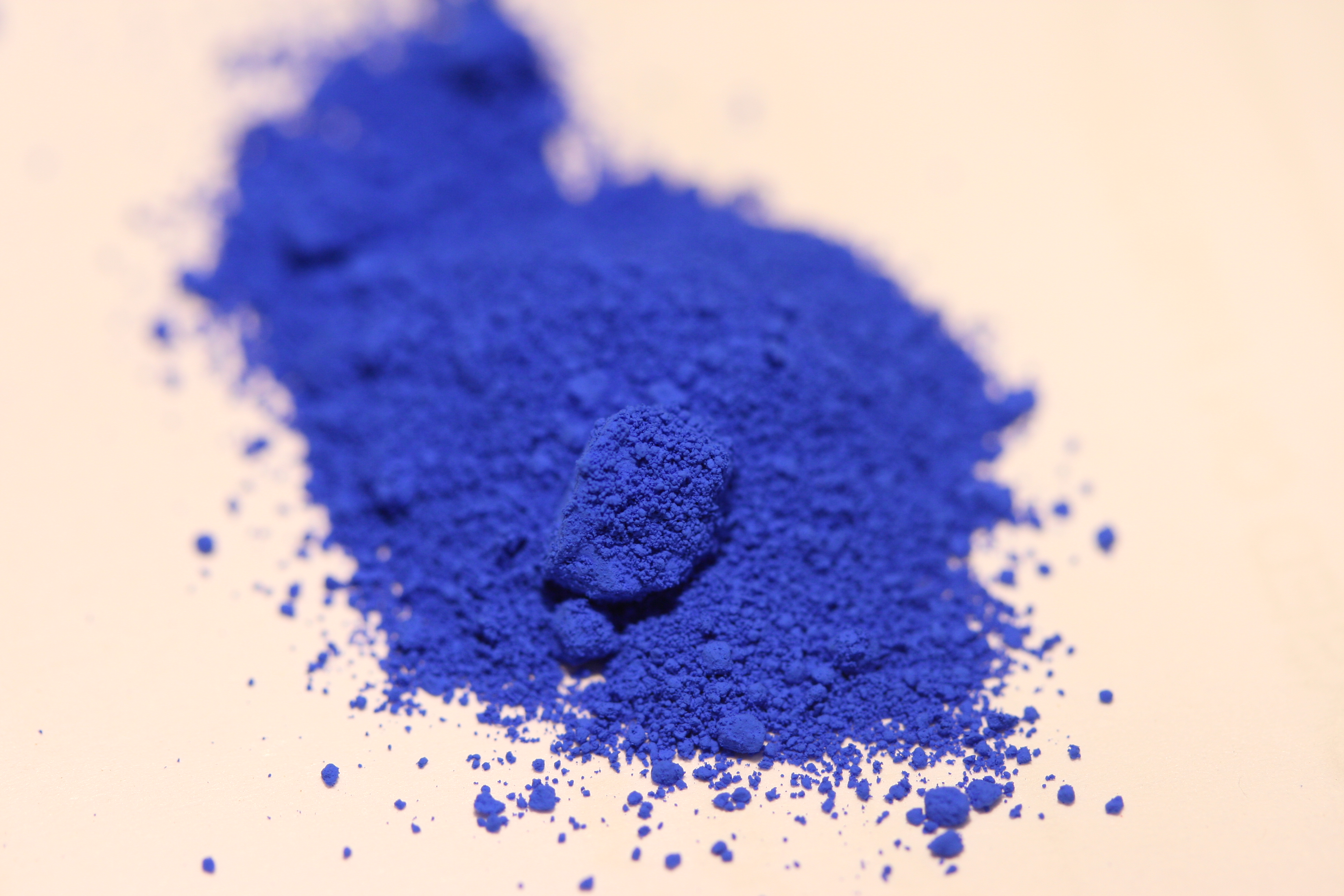
Ultramarinblau-Pigment

- Bekannte blaue Farbmittel sind Ultramarinblau, Fra Angelico-Blau (aus natürlichem Lapislazuli), Kobaltblau, Berliner Blau, Azurit, Indigo. Weitere Pigmente und Farbstoffe finden sich in den zugehörigen Listenartikeln.
- Eine alte Technik des Textildrucks benutzte beständige blaue Farbstoffe, vor allem Färberwaid und seit dem 17. Jahrhundert Indigo, im Blaudruck.
- Im Webdesign (HTML, CSS, SVG) steht der Farbname „blue“ für ein reines Blau.

## Farbphysik
Über die Entstehung des Blauen entwickelten Künstler und Gelehrte in historischen farbphysikalischen Abhandlungen seit dem Mittelalter unterschiedliche Theorien. So beschrieb Leonardo da Vinci im Buch von der Malerei Wesen und Wirkung des Blau als immateriell, keine Farbe der Luft, sondern eine metaphysische Mischung des Sonnenlichts mit der „Schwärze der Weltfinsternis“. Goethe, für den es mit Gelb und Blau nur zwei reine Farben gab, setzte das Blau ähnlich an die Grenze zur Dunkelheit und somit dem Gelb, das an der Grenze zum Licht stehe, diametral gegenüber. Die pantheistische Sicht seiner Farbenlehre verband somit die naturwissenschaftlichen mit den ästhetischen, mystischen und psychologischen Aspekten. Die von Goethe abgelehnten Entdeckungen Newtons weisen Blau im Spektrum Rot/Orange/Gelb/Grün/Blau/Violett als eine der Spektralfarben aus, die in der Mischung aller dieser das Weiß (durch additive Farbmischung) ergeben. Bestrahlungsversuche haben ergeben, dass der Farbeindruck „schwarz“ entsteht, wenn eine cyan(blaue) Fläche mit Rot beleuchtet wird.

## Verwendung/Techniken
- Die blauen Cobaltsilikate sind häufig in der Keramikdekoration anzutreffen.
- Für die Bürgeler Keramik ist das dekorative Blau als Grundton im Einsatz.
- Indisch Blau ist ein Porzellandekor der Porzelline Triptis.
- Der Grundton des traditionellen Zwiebelmusters von Meißner Porzellan ist das blaue Silikat in der Musterung.
- Das Bunzlauer Porzellan trägt Cobaltblau als Färbung.
- Die Blaupause ist ein fotografisches Edeldruckverfahren, bei dem Methylenblau eingesetzt wird.

## Wirkung und Symbolik
- Blau ist eine Farbe, die auf den Menschen meist kalt wirkt. Die blauen Schatten in sonnig bestrahltem Eis und Schnee bewirken – insbesondere im Eisblau – das Gefühl von Kälte. Blau gehört zu den kalten Farben.[7]
- Begünstigt durch das Blau des Himmels und dessen Widerspiegelung im Wasser steht Blau in Literatur und Grafik für Ferne, Sehnsucht und Klarheit. Daraus folgend wird dem Blau eine emotional ausgleichende, beruhigende und mäßigende Wirkung zugeschrieben.
- In der „endlosen“ Ausdehnung des blauen Himmels findet sich auch Beständigkeit, daraus folgend Harmonie, Sympathie und Zufriedenheit.
- Hellblau ruft häufig eine Assoziation mit Treue, Harmonie, Sehnsucht sowie Zufriedenheit hervor.
- Demgegenüber dient die Farbe im Englischen als Namensgeber für den Zustand von Melancholie und Trauer, wie in „to feel blue“, was sich auch im Blues widerspiegelt.[8] Der umgangssprachliche Ausdruck Baby-Blues bezeichnet ein nachgeburtliches Stimmungstief, also ebenfalls eine niedergeschlagene Stimmung.
- Blau und Grün haben nicht in allen Sprachen eigene Farbwörter,[9][10] obwohl der Grenzfall, das Türkis, auch im deutschsprachigen Raum in seiner Zuordnung vom individuellen Empfinden abhängig ist.
- Blau hat im Gegensatz zu Rot im Allgemeinen eine beruhigend-angenehme Wirkung auf den Menschen. Es fördert angeblich die Konzentration und hält wach.
- Im Webdesign (HTML, CSS, SVG) steht der Farbname „blue“ für ein reines Blau.

### Politik

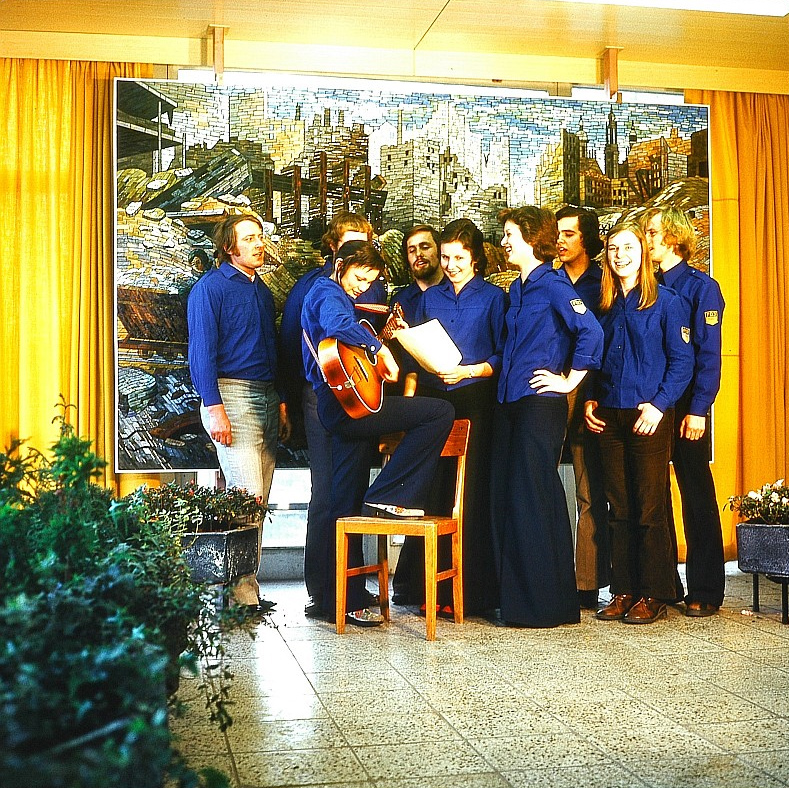
FDJ-Singegruppe in Blauhemden (1975)

- Blau kann für Jugend und Hoffnung stehen. So sind Symbole von Jugendorganisationen in dieser Farbe gehalten, wie das FDJ-Blauhemd in der ehemaligen DDR oder jenes der Jugendorganisation Sozialistische Jugend Deutschlands – Die Falken.
- Blau ist traditionell die Farbe Europas. Die Europaflagge besitzt auf blauem Grund zwölf gelbe Sterne.
- Die Flagge der Vereinten Nationen zeigt auf einem himmelblauen Flaggentuch in weiß den Erdkreis umrahmt von zwei Olivenzweigen.
- Zahlreiche Länderflaggen haben blaue Anteile. Unterteilt man nicht zwischen verschiedenen Blautönen, handelt es sich um eine der international am häufigsten verwendeten Flaggenfarben. Bei Insel- und Küstenstaaten handelt es sich häufig um einen helleren Blauton und bezieht sich dies oft auf die Farbe des Meeres oder Himmels, während gerade in europäischen Flaggen der blaue Anteil häufig auf die Farbe der Könige verweist. Das Königsblau geht wiederum, wie auch das Blau der Europaflagge, auf die im Mittelalter als kirchliches Gütesiegel aus Rom versandten wertvollen Reliquienteile des tiefblauen angeblichen Mantel Mariens (in einigen Königreichen auch des heiligen Martin) zurück.[11] Als ehemalige Großmacht und Herrscher über ein Drittel der Weltbevölkerung hielt der dunkle Blauton der britischen Flagge (ursprünglich der schottische Anteil des Union Jack) auch Einzug in die Flaggen vieler ehemaligen Kolonien weltweit. Als traditionelle Farbe der Mongolen findet sich Blau zudem bis heute in den Flaggen und Wappen zahlreicher Turkvölker.
- Die militärischen Luft- und Wasserstreitkräfte vieler Staaten haben blaue Siegel/Wappen/Flaggen/Uniformen.
- Parteien wählen eine Kennfarbe als Parteifarbe, auf internationaler Ebene verwenden Parteien mit ähnlichen Ideologien oft dieselben Farben. Die Wahl der Farbe kann symbolisch oder regional gewählt sein.
  - Die Pan-blaue Koalition in Taiwan setzte mit der gewählten Farbe auf Demokratie, um sich von den nationalgesinnten Grünen abzugrenzen.
  - Das traditionelle bayrische Blau – als blauer Himmel gedeutet – gab der nur in Bayern tätigen CSU die Grundfarbe.
  - Die FDP setzt mit Gelb-Blau-Magenta auf Liberalismus, bis 2015 verwendete sie Blau-Gelb.[12]
  - Blau-Gelb sind (in Anlehnung an die Farben Schleswigs) die Parteifarben des SSW.
  - In Österreich symbolisiert Blau die FPÖ.[13]
  - In Großbritannien ist es die Farbe der „Conservatives“ (Konservative Partei)
  - In den USA werden von Demokraten regierte Staaten als „blue states“ bezeichnet.[14]
  - Mit der AfD wird die Farbe Blau assoziiert.
- Die Blaue Division kämpfte von 1941 bis 1943 als Teil der deutschen Wehrmacht in der Sowjetunion. Der Verband bestand ausschließlich aus spanischen Freiwilligen, die als Anhänger des Franco-Régimes blaue Uniformhemden trugen. Blau war die Parteifarbe der faschistischen Falange.
- Der Blauton Savoyenblau stellt ähnlich wie die Frecce Tricolori oder die Stella d’Italia ein inoffizielles Staatssymbol der Italienischen Republik dar.

Flaggen (meist in Kombination mit Weiß, Rot oder Gold)
Europaflagge
Flagge der Vereinten Nationen
Flagge der Kuomintang, Pan-Blaue-Fraktion
Bayerische Flagge
Argentinische Flagge
Griechische Flagge
Stern von Vergina (Griechisch-Makedonien)
Schottische Flagge
Flagge Friaul-Julisch Venetiens
Finnische Flagge
Kosovarische Flagge
Israelische Flagge
Tokelauische Flagge
Neuseeländische Flagge (mit britischer Union Flag)
Tuvaluische Flagge (mit britischer Union Flag)
Flagge der Union Südamerikanischer Nationen
Mikronesische Flagge
Schwedische Flagge
Kroatische Flagge
Französische Flagge
Kambodschanische Flagge
Niederländische Flagge
Rumänische Flagge
Russische Flagge
Serbische Flagge
Ukrainische Flagge
Venezolanische Flagge
Norwegische Flagge
Mongolische Flagge
Aserbaidschanische Flagge
Malaysische Flagge
US-amerikanische Flagge

Parteienlogos
FDP (DE)
SSW (DE)
FPÖ (AT)
Democrats (US)
AfD (DE)
Republikaner (US)

### Der blaue Winkel
In den nationalsozialistischen Konzentrationslagern wurden inhaftierte Emigranten mit einem blauen Winkel gekennzeichnet. Dieses auf der Spitze stehende blaue Dreieck diente der Wachmannschaft zur Unterscheidung von anderen Häftlingskategorien. Emigranten aus Deutschland oder den verbündeten Staaten wurden nach ihrer Wiederergreifung in den KZ in „Schutzhaft“ genommen.

### Religion

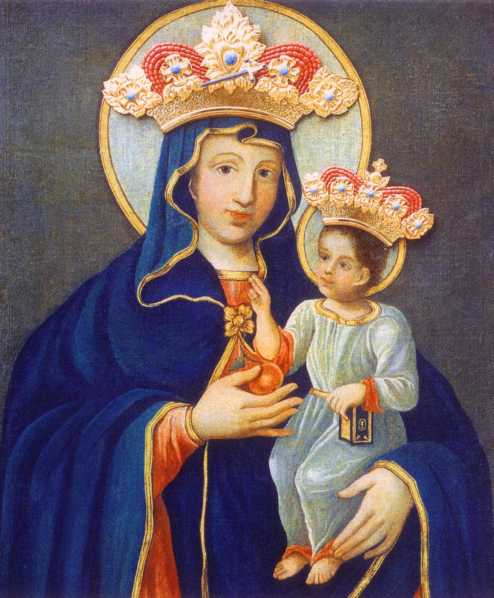
Polnisches Marienbild

- Die Farbe Blau des Himmels symbolisiert im Judentum Gott, Glauben und Offenbarung. Dementsprechend wird der Davidstern in der Flagge Israels blau gefärbt.
- In der römisch-katholischen Kirche ist Blau eine liturgische Farbe. Blau gilt auch als Farbe der Gottesmutter Maria als Himmelskönigin.[16] Genaugenommen wird sie jedoch normalerweise mit rotem oder rosafarbenem Kleid und blauem Mantel gemalt; besonders bei Immaculata-Darstellungen auch in Weiß und Blau; seltener ganz in Rot.[17] Dagegen wird die Madonna auf Ikonen der oströmischen und orthodoxen Kirche meist mit purpurfarbenem oder dunkelrotem Mantel über blauem Kleid gemalt – von dem Blau ist dabei aber oft nicht viel zu sehen.[18]
- Die Sufis tragen bisweilen himmelblaue Kleidung (Kutten) zum Zeichen ihrer Beschäftigung mit dem Himmlischen.[19]

### Geschlechterdifferenzen
Blaustrumpf war die abwertende Bezeichnung für die ersten Angehörigen der Frauenbewegung. Heinrich VIII. wurde als Ritter Blaubart bekannt und steht im Ruf des Mordes an seinen Ehefrauen. Der Begriff „Blaubart“ wurde so für Frauenmörder übernommen.
Lange Zeit galt nicht das Blau als „männliche“ Farbe. Rot hat die Assoziationen Leidenschaft, Blut, aktiver Eros und Kampf. Blau dagegen ist in der christlichen Tradition die Farbe Mariens. Nach dem Ersten Weltkrieg, ab etwa 1920, fand ein Umbruch der Auffassungen statt, die Farbe Blau wurde zum Symbol für die Arbeits- und Männerwelt. Die Blautöne der Marineuniform, blaue Arbeitsanzüge, der Blaumann förderten die Symbolik. Jungen trugen die zu Anfang des 20. Jahrhunderts modischen (marineblauen) Matrosenanzüge. Diese Betrachtungen sind auch bei den „kleinen“, „kindlichen“ Farben Rosa und Hellblau anzutreffen, die beispielsweise für Strampelanzüge verwendet werden.

### Verkehr und Signal

Verkehrszeichen für den Verkehrsberuhigten Bereich

- Bei Verkehrszeichen wird Blau als Signalfarbe eingesetzt und steht hierbei für „vorgeschrieben“ und ist die Grundfarbe der Gebotsschilder.
- Blau soll auch Rettung verdeutlichen. Eine wichtige Signalflagge ist der Blaue Peter.
- Im Zuge der europäischen Vereinheitlichung werden seit den 2000er Jahren die Uniformen der Polizei sowie die Lackierungen der Fahrzeuge sukzessive von grün auf blau umgestellt.[22]
- Die Blaue Zone ist der Innenstadtbereich mit blau markierten Parkflächen, teilweise mit zeitlich beschränkter Dauer des erlaubten Parkens.

Die Signalwirkung geht auf die bewusste Abgrenzung zu den hellen Farben: Rot, Gelb, Grün.
- Blaues Band, die Ehrung für das schnellste Schiff auf der Transatlantik-Route.
- Blaue Liste, der Zusammenschluss deutscher Forschungsinstitute unterschiedlicher Fachrichtung.
- Blaulicht, das Signal von Einsatzfahrzeugen, insbesondere der Feuerwehr, der Polizei und des Rettungsdienstes.
- Blauhelm, die Friedenstruppen der Vereinten Nationen tragen blaue Helme in auffälliger und seltener Militärfarbe.

### Alkohol
- Blau sein bedeutet „betrunken sein“, die Entstehung der Redewendung ist nicht sicher geklärt. Im Französischen ist von „grau sein“ (être gris) und bei schwerer Trunkenheit von „schwarz sein“ (être noir) die Rede.
- Im Blauen Kreuz ist diese Bedeutung für die Ablehnung von Alkohol gesetzt, eine christliche Organisation, die sich um Hilfe für Suchtkranke bemüht.
- Alkoholfreie Biersorten sind an blauen Etiketten zu erkennen.[23]

### Blaues Blut
Die früher „Blausucht“ genannte Zyanose beruht grundsätzlich auf einem Sauerstoffmangel im Blut, der dieses blau-violett erscheinen lässt. Bei bestimmten Vergiftungen (z. B. mit Zyanwasserstoff, „Blausäure“) kann auf Grund der besseren Bindung der Giftstoffe an das Hämoglobin die Sauerstoffaufnahme des Blutes behindert sein.
Gliederfüßer besitzen als Blutfarbstoff das durch das Zentralatom Kupfer blau gefärbte Hämocyanin statt des durch Eisen als Zentralatom rotgefärbten Hämoglobins.
Dagegen beruht der Ausdruck blaues Blut besitzen in der Bedeutung „von adliger Herkunft sein“ auf der vom Adel gepflegten vornehmen Blässe: Da Adlige nicht wie die Bauern im Freien in der Landwirtschaft arbeiteten, hatten sie eine (ungebräunte) blasse und durchscheinende Haut. Das venöse Blut schimmert dabei blau durch die Haut. In diesem Sinnzusammenhang mit dem Adel steht Blau auch allgemein für „edel“.

### Ferne
- Die Fahrt ins Blaue stammt aus früheren Zeiten, als häufig der blau blühende Flachs angebaut wurde. Beim Ausflug in die Natur wurde dadurch „ins Blaue“ gefahren.
- Blauer Montag ist die Bezeichnung für einen arbeitsfreien (geruhsam verbrachten) Montag. Darauf bezogen ist „Blau machen“ ein umgangssprachliches Synonym für „krankfeiern“, das Fernbleiben von einer Pflichtveranstaltung, insbesondere der Arbeit und der Schule.
- Blaue Berge, die Blue Mountains auf Jamaika, die fernen Berge sehen mit zunehmender Entfernung durch Luftfilterung blauer aus.

### Kunst und Kultur
Die Menschen im Mittelalter liebten blaue Kleidung, weil Blau die Farbe des Himmels, Gottes und der Engel war. Stefan Lochners Tafelbild der Madonna im Rosenhag ist ein Beispiel hierfür. Der blaue Mantel und das blaue Kleid weisen die Madonna als Himmelskönigin aus. Ein weiteres Beispiel sind die beiden Versionen der Felsgrottenmadonna von Leonardo da Vinci, das blaue Kleid der Madonna und der blaue Himmel stehen in Beziehung zueinander. Heinrich II. trug einen blauen Sternenmantel, der Himmel war in der blauen Kleidung auf Erden anschaubar. Blau symbolisierte Geist und Ordnung, Gesetz und Macht von Adel und Klerus.

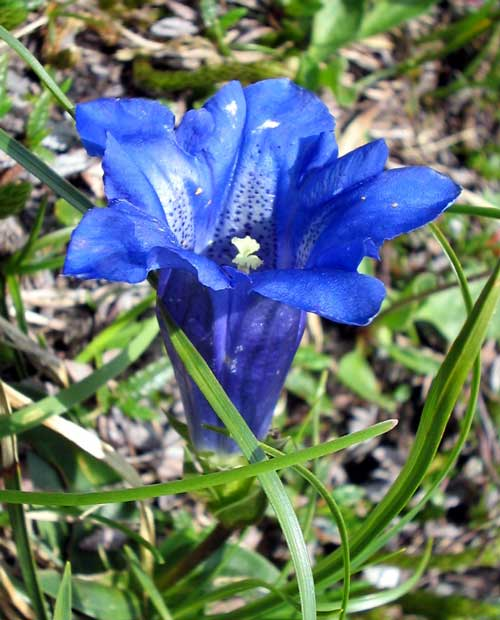
Blaue Blume (Stängelloser Enzian)

Literarische Bedeutung erlangte im 19. Jahrhundert das Motiv der blauen Blume. In Novalis’ Roman Heinrich von Ofterdingen steht sie für die Ferne, die Hoffnung. Sie wurde zum Sinnbild der Romantik und besonders der romantischen Sehnsucht. Eduard Mörike verwendete das Farbsymbol mehrfach. So lässt er in dem Gedicht Er ist’s das „blaue Band“ des Frühlings flattern und Die Historie von der Schönen Lau – ein Kunstmärchen um eine kinderlose Prinzessin – in Blaubeuren spielen.
Seit 2000 findet in Nürnberg Mitte Mai jeden Jahres die „Blaue Nacht“ statt. Es ist eine Lange Nacht der Museen, wobei künstlerische Installationen und Performances in den Straßen stattfinden. Die beherrschende Farbe in dieser Nacht ist Blau durch Illumination von Gebäuden und Dekoration teilnehmender Museen. Es werden beispielsweise Wasser, Luft als jeweiliges „blaues“ Grundthema genutzt.
Der Blaue Reiter war ein Zusammenschluss von Malern des Expressionismus. Für Pablo Picasso war seine blaue Periode (etwa von 1901 bis 1907) eine wichtige Episode im Schaffen.
Der französische Künstler Yves Klein verwendet in vielen seiner monochromen Bilder ausschließlich die Farbe Blau, seine Töne als „IKB“ für International Klein Blue.
Die Regisseure Jean-Luc Godard, James Cameron und besonders Michael Mann setzen Blau hervorgehoben im Kinofilm ein. Krzysztof Kieślowski schuf 1993 mit dem ersten Teil seiner Trilogie den Film „Drei Farben: Blau“, der eines der Ideale der Französischen Revolution behandelt.
Blauer Mond steht für einen zweiten Vollmond innerhalb eines Monats und steht im übertragenen Sinn für ein seltenes Ereignis.
„La note bleue“ heißt ein Denkmal für Frédéric Chopin im Wiener Schweizergarten. Der Name meint die „blaue Note“, welche die Dichterin und zeitweilige Lebensgefährtin Chopins George Sand in seiner Musik sah. Das Denkmal wurde vom polnischen Künstler Krzysztof Bednarski gestaltet und ist ein Geschenk der polnischen Regierung an die Stadt Wien.

### Kampfsport

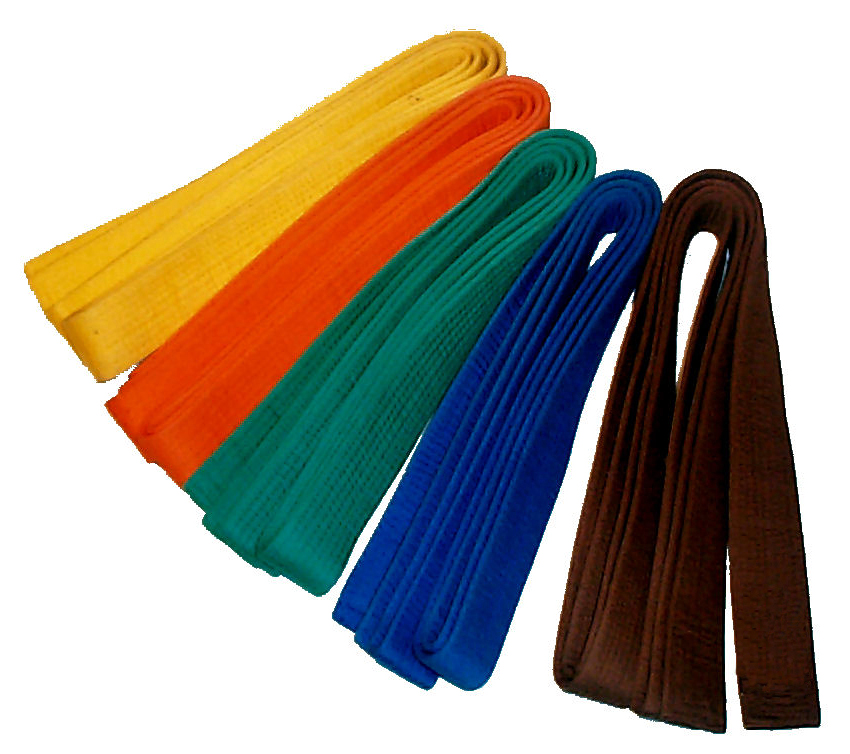
Budō-Gürtel (jap. Obi) in den Farben der fünf Schülergrade (jap. Gokyū)

In vielen Kampfkünsten – wie Jiu Jitsu, Judo und Karate – wird ein Gürtel (jap. Obi) als Teil der Kampfsportkleidung (jap. Keikogi) getragen. Der blaue Gurt repräsentiert den Kenntnisstand des Budōka und ist den fortgeschrittenen Schülergraden (jap. Kyū-Grad) vorbehalten.

### Heraldik
In der Heraldik gehört Blau zu den klassischen Tinkturen. Es gehört wie Grün, Rot und Schwarz zu den heraldischen Farben, im Gegensatz zu den Metallen Gold und Silber.

## Farbe des Jahres
Aus der Pantone-Palette wird jährlich ein Farbton ausgewählt. In der 21. Wahl für 2020 wurde Classic Blue (Pantone 19-4052) gekürt. Das Pantone Color Institute wählte das „zeitlose Blau“ wegen der damit verbundenen positiven Gefühle von „Weite, Natur und Freiheit“.
„Die Begründung: Blau beruhigt und vermittelt ein Gefühl von Ruhe, Harmonie und Geborgenheit. In einer Zeit, in der uns der technologische Fortschritt zu überrollen drohe, sei es laut Pantone nur natürlich, dass wir uns verstärkt zu soliden, ruhigeren Farben hingezogen fühlen.“
Im Jahr 2000 war Cerulean Blue (Pantone 15-4020) zur Farbe des Jahres geworden.

## Beispiele für die Benennung nach der Farbe
- Augenfarbe Blau

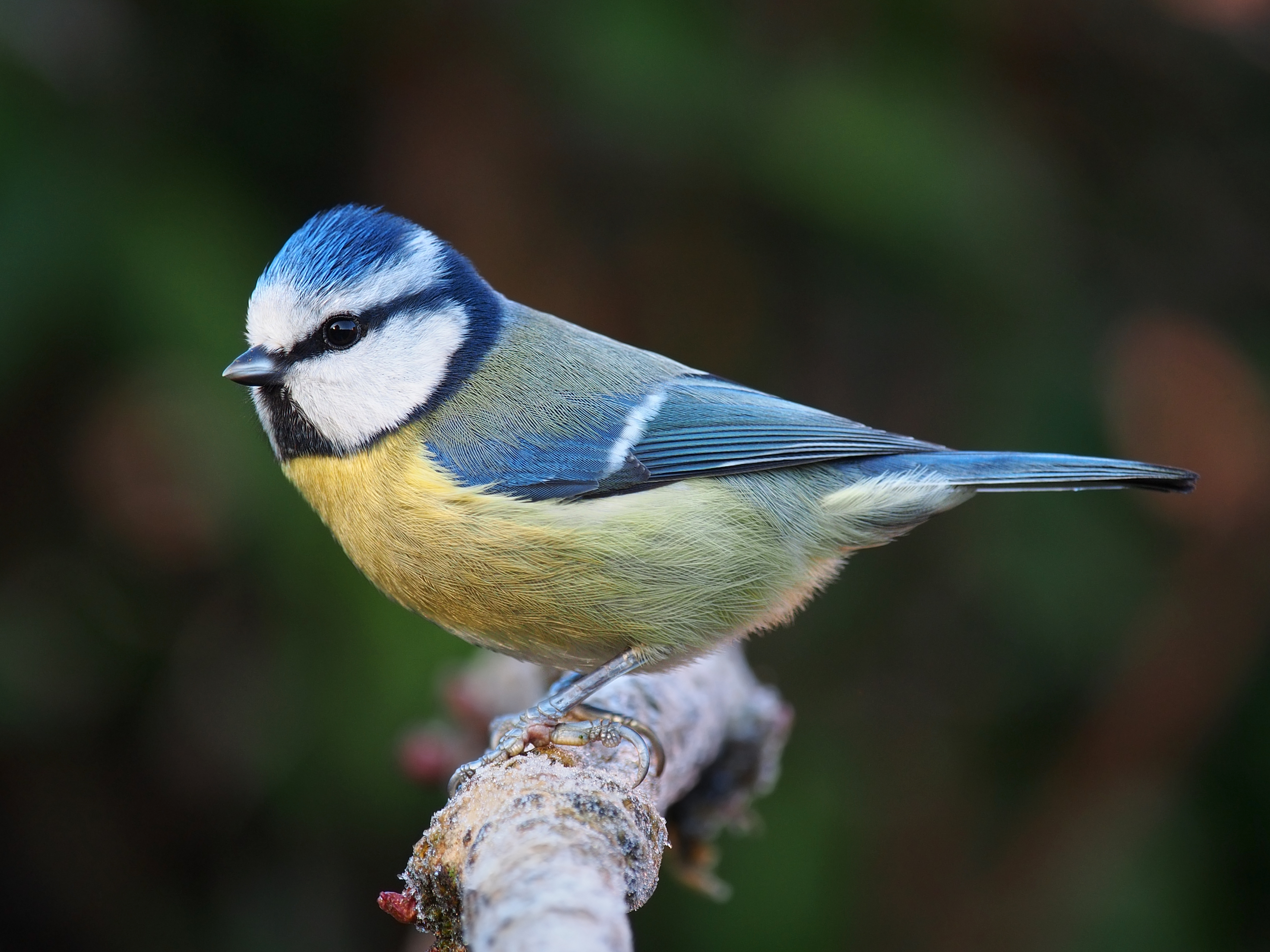
Blaumeise (Cyanistes caeruleus)

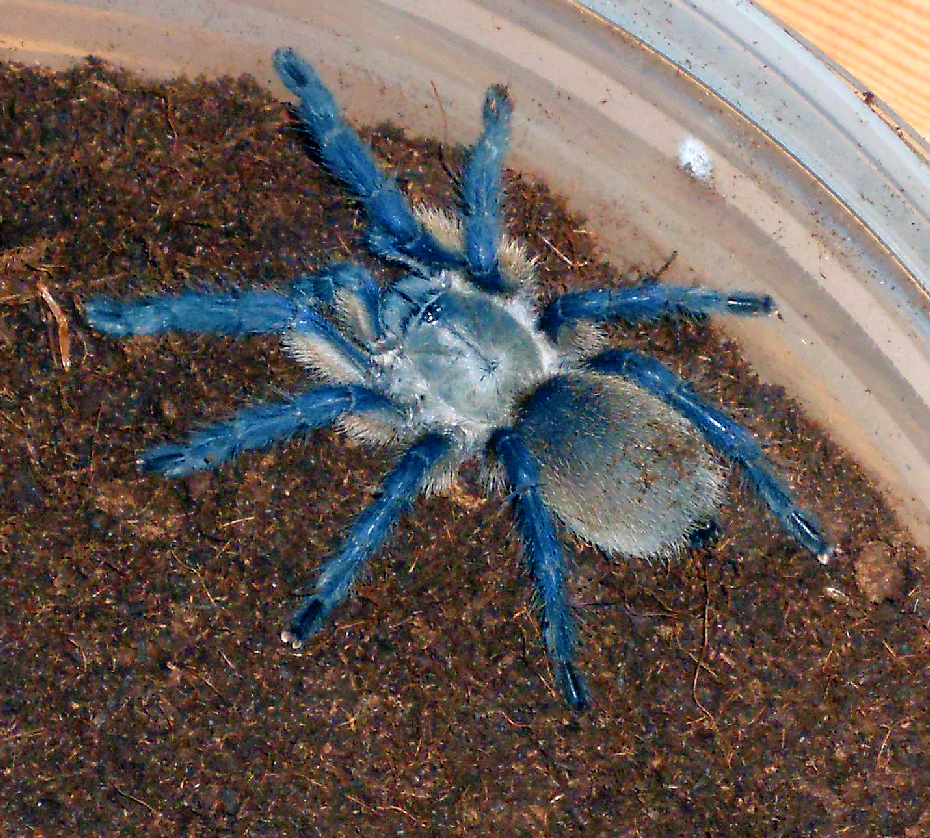
Blaue Jemen-Vogelspinne Monocentropus balfouri

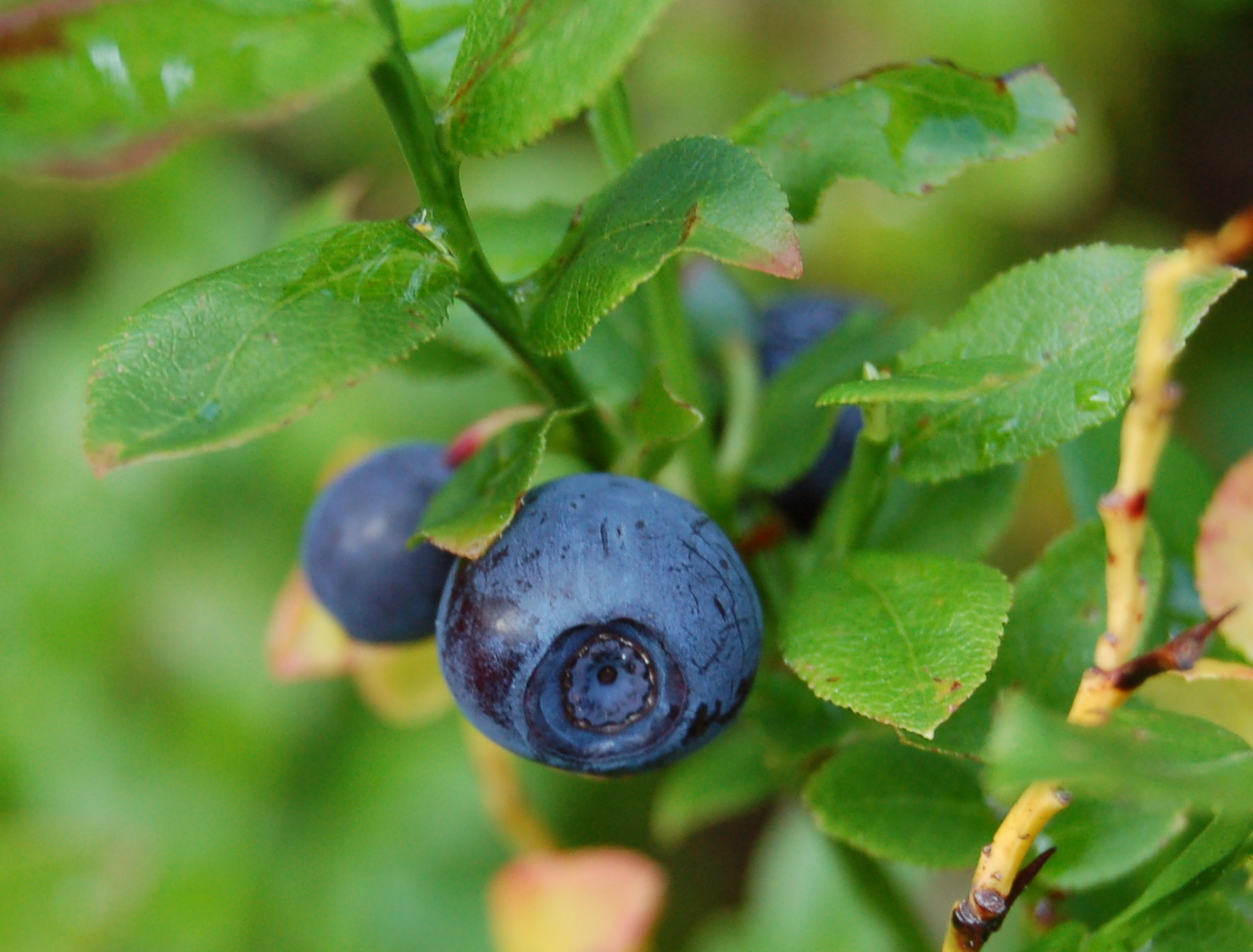
Blaubeere (Vaccinium myrtillus)

- Tiere mit dem beschreibenden Wortteil Blau
  - Blaualgen sind Bakterien mit der Fähigkeit zur oxygenen Photosynthese
  - Blauaugenmaki (Eulemur flavifrons), eine Primatenart innerhalb der Lemuren
  - Blaufuchs (Vulpes lagopus), eine Farbvariante des Polarfuchses (Eisfuchs)
  - Blaufußtölpel ist eine Vogelart
  - Bläulinge (Lycaenidae), eine Schmetterlingsart, bzw. Familie der Tagfalter
  - Bläulingszikade (Metcalfa pruinosa), eine Schmetterlingszikade
  - Blaukehlchen (Luscinia svecica), ein Singvogel Mitteleuropas
  - Blaumeise (Cyanistes caeruleus), eine Meisenart
  - Blauschaf (Pseudois nayaur), Gebirgsschaf aus Zentralasien
  - Blauwal (Balaenoptera musculus), die größte Walart
  - Blaubarsch (Badis badis), ist ein Zierfisch, größtenteils in Asien heimisch
  - Blauer Marlin (Makaira nigricans), großer, u. a. im Atlantik verbreiteter Raubfisch
  - Blaue Jemen-Vogelspinne (Monocentropus balfouri), eine Vogelspinnenart

- Pflanzen mit dem beschreibenden Wortteil Blau
  - Blauer Eisenhut (Aconitum napellus), ein Hahnenfußgewächs
  - Blauer Eukalyptus (Eucalyptus globulus), ein Myrtengewächs
  - Blaue Mauritius (Convolvulus sabatius), eine Hängepflanze aus der Familie der Windengewächse
  - Blausterne (Scilla), eine Pflanzengattung einschließlich dem Zweiblättrigen Blaustern (Scilla bifolia)
  - Blauglockenbaum (Paulownia tomentosa), eine Lippenblütengewächs aus China
  - Blaubeere (Vaccinium myrtillus), anderer Name der Heidelbeere
  - Blauer Schwede ist eine Kartoffelsorte die durch Anthocyanine ihre Farbe hat
  - Blaukraut (bzw. Rotkohl), eine Sorte des Kohls
  - Blaufäule ist eine Nadelholzkrankheit
  - Tabakblauschimmel, eine Pilzkrankheit des Tabaks

- weitere Begriffe
  - Blaukreuz eine Gruppe chemischer Kampfstoffe
  - Blauschimmelkäse, eine Käseart mit blauem Edelschimmel
  - Blautopf, die Karstquelle in der Stadt Blaubeuren
  - Blaue Stunde – nach dem Sonnenuntergang und vor dem Sonnenaufgang überwiegt das Licht des blauen Himmels aus der Ozonschicht
  - Blaue Mauritius ist eine berühmte, seltene Briefmarke
  - Blauer Nil, ein Quellfluss des Nil
  - Blauer Planet, poetische Bezeichnung für die Erde